# 門川大作

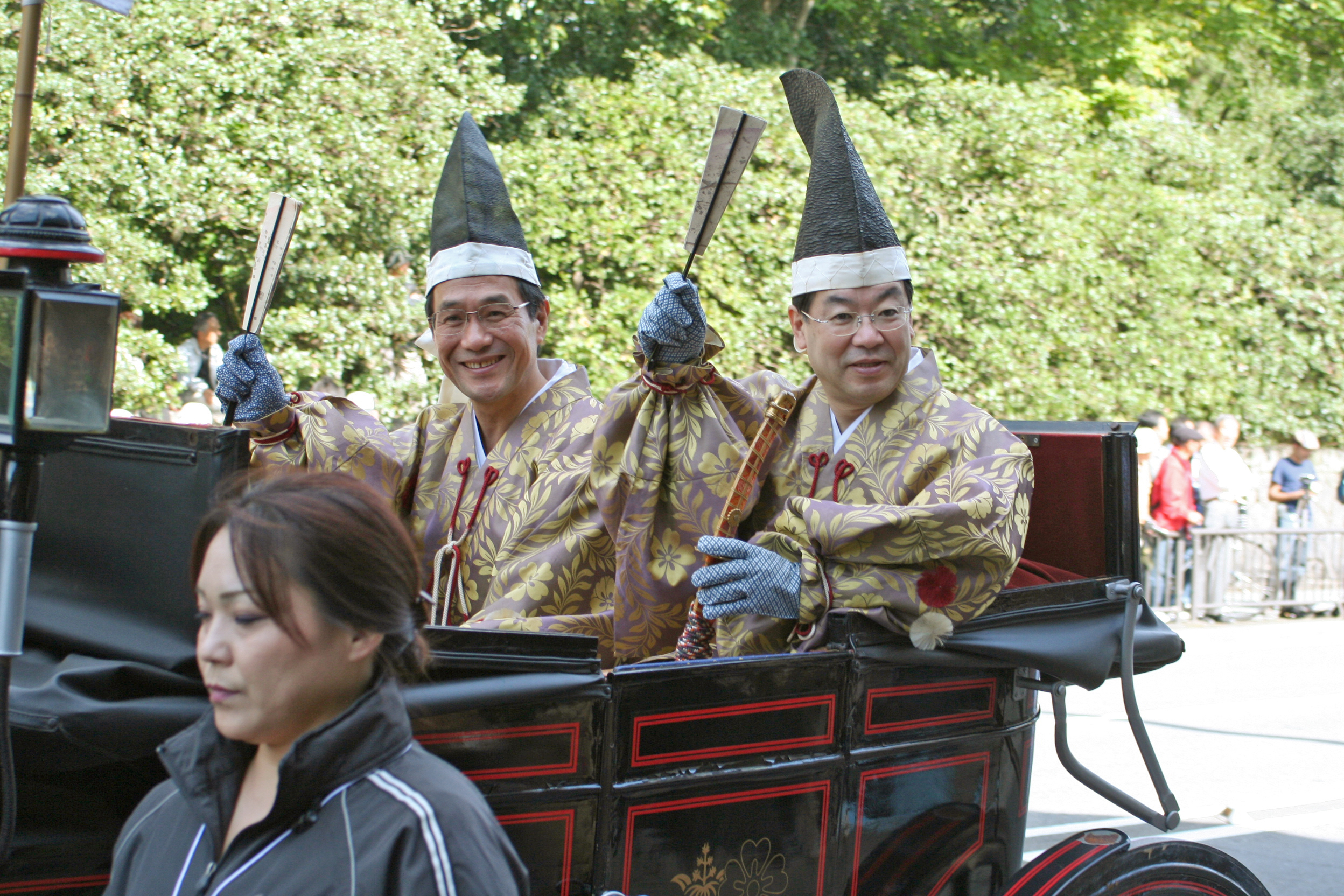
京都市長門川大作（左）與京都府知事山田啟二（右），2009年

門川大作（1950年11月23日—）是一名日本公務員、政治人物，曾任京都市市長（2008—2024年），現為京都不死鳥足球會顧問。

## 生平
出生於京都府京都市中京區，畢業於京都市立堀川高等學校定時制普通科，之後進入京都市教育委員會任職，其後再前往立命館大学法学部第二部進修並且取得學位。2007年辞任京都市教育長，2008年的京都市長選舉獲得自由民主党、公明党和民主党京都府連以及社会民主党京都府連推薦出選並成功當選，隨後連續當選4屆。
2023年8月23日，門川宣佈他不會參與2024年的京都市長選舉，並將於2024年任期屆滿後卸任。

## 人物
- 喜欢和服，经常可以看到市议会和活动等穿着和服出席的姿势，但不限于门川，历任京都市长在市议会中原则上都习惯穿和服。
- 2019年6月，門川致函金·卡戴珊，抗议她试图将計劃推出的校正内衣品牌命名為「KIMONO」，并在信中表示「这是所有热爱东西文化的人的共同财产，而不是私人垄断」[2]。

## 爭議言论
2019年7月18日晚間，門川出席第25屆參議院議員通常選舉京都府選區一參選人的造勢晚會時，提到京都動畫縱火案稱「救火的時候3分鐘、10分鐘都很重要，選舉也是最後一兩天能夠翻轉」，被批評為不適當言論。門川本人在19日就此發言道歉。